# شهاب زاهدی

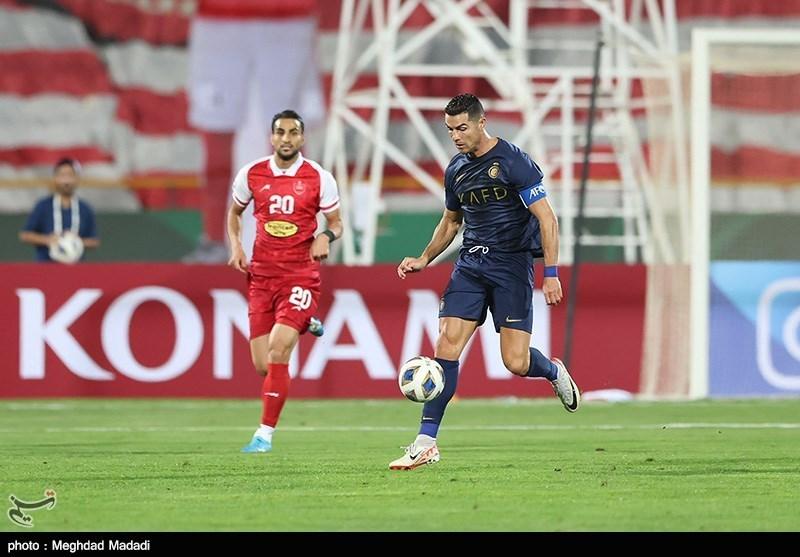

شهاب زاهدی (زادهٔ ۲۷ مرداد ۱۳۷۴) بازیکن فوتبال اهل ایران است که در پست مهاجم برای اویسپا فوکوئوکا در جی لیگ ژاپن بازی می‌کند.
زاهدی سال‌ها به عنوان لژیونر در کشورهایی مانند ژاپن،ایسلند، اوکراین و مجارستان بازی کرده است.

## دوران باشگاهی
او پس از عملکرد خوب در تیم ب باشگاه فوتبال پرسپولیس توسط علی دایی به تیم بزرگسالان منتقل شد.
در سال ۲۰۱۷ تصمیم گرفت تا در اروپا به فوتبال خود ادامه دهد و به تیم وستمانایا در لیگ ایسلند پیوست. او عملکرد قابل توجهی را در ایسلند به نمایش گذاشت و با تیم وستمانایا قهرمان جام حذفی و نایب قهرمان سوپر کاپ ایسلند شد.
پس از عملکرد خوبی که در وستمانایا ایسلند داشت مورد توجه تیم سوون سامسونگ کره جنوبی قرار گرفت و در نقل و انتقالات نیم فصل ۲۰۱۹ به این تیم مطرح آسیا پیوست ولی تیم کره‌ای پس از اطلاع از محرومیت گذشته‌اش به دلیل دوپینگ، قراردادشان را با او فسخ کردند و در روز ۲۷ دی ماه زاهدی از این تیم جدا شد. او در سال ۲۰۱۹ به باشگاه اوکراینی المپیک دونتسک پیوست و دو سال برای این تیم به میدان رفت. زاهدی در سال ۲۰۲۱ به باشگاه زوریا لوهانسک انتقال یافت.

## عملکرد ملی
شهاب زاهدی پس از درخشش در زوریا لوهانسک و برای اولین بار توسط دراگان اسکوچیچ، سرمربی وقت تیم ملی فوتبال ایران، برای دو بازی مقابل عراق و امارات به تیم ملی دعوت شد.
وی پس از درخشش در پوشکاش آکادمیا توسط امیر قلعه‌نویی به مسابقات کافا دعوت شد و اولین بازی ملی خود را مقابل تیم ملی فوتبال قرقیزستان انجام داد که این بازی با نتیجه ۵–۱ به سود ایران به اتمام رسید.

## آمار

### بازی‌های ملی
تا تاریخ ۱۶ ژوئن ۲۰۲۳
| ایران | ایران | ایران |
| سال   | بازی  | گل    |
| ----- | ----- | ----- |
| ۲۰۲۳  | ۱     | ۰     |
| مجموع | ۱     | ۰     |

## افتخارات

### باشگاهی

#### پرسپولیس
- لیگ برتر خلیج فارس
  - قهرمان (۲): ۹۶–۱۳۹۵، ۰۳–۱۴۰۲

#### وستمانایا
- جام حذفی ایسلند
  - قهرمان (۱): ۱۷–۲۰۱۶

#### زوریا لوهانسک
- جام حذفی اوکراین
  - نایب‌قهرمان (۱): ۲۱–۲۰۲۰

### ملی

#### ایران
- تورنمنت کافا
  - قهرمان (۱): ۲۰۲۳